# Fotokataliza
Fotokataliza – zmiana szybkości reakcji chemicznej lub jej inicjacji w wyniku działania promieniowania UV, promieniowania widzialnego lub podczerwieni, w obecności substancji (fotokatalizatora), która absorbuje światło i jest zaangażowana w przemiany chemiczne reagentów. W procesie wykorzystywane są najczęściej tlenki metali z grupy półprzewodników typu, takie jak tlenek cynku (ZnO), tlenek wolframu(VI) (WO
3), tlenek tytanu(IV) (TiO
2), tytanian strontu (SrTiO
3), wanadan bizmutu (BiVO
4), jak również siarczki (CdS, ZnS), a także związki węgla, np. grafitowy azotek węgla (g-C
3N
4) lub związki metaloorganiczne.
Podział ze względu na fazę
Można wyróżnić dwa rodzaje fotokatalizy:
- homogeniczną – kiedy fotokatalizator znajduje się w tej samej fazie termodynamicznej co substraty (np. jest razem z substratami rozpuszczony w układzie)
- heterogeniczną – kiedy katalizator znajduje się w innej fazie termodynamicznej niż jeden lub wszystkie substraty (np. fotokatalizator jest osadzony na powierzchni ciała stałego)

Aby zaszła reakcja fotokatalityczna, konieczne jest wzbudzenie półprzewodnika, które następuje w wyniku absorpcji kwantu promieniowania hν o energii równej lub wyższej niż szerokość jego przerwy energetycznej (Eg). Warunkiem zainicjowania procesu fotokatalitycznego jest zatem spełnienie warunku hν ≥ Eg. Na skutek wzbudzenia następuje przeniesienie elektronu z pasma walencyjnego (EVB) do pasma przewodnictwa (ECB), generując odpowiednio wzbudzony elektron (e–) oraz nieobsadzony poziom energetyczny, zwany dziurą elektronową (h+). Powstałe nośniki ładunków w wyniku oddziaływań kulombowskich mogą migrować na powierzchnię fotokatalizatora i brać udział w reakcjach redoks z cząsteczkami wody, anionami hydroksylowymi, tlenem cząsteczkowym oraz związkami nieorganicznymi i organicznymi. Na skutek tych reakcji generowane są reaktywne formy tlenu, m.in. rodniki hydroksylowe (•
OH), anionorodniki ponadtlenkowe (O•−
2) oraz tlen singletowy (1O2), odpowiedzialne (obok elektronów i dziur) za przebieg reakcji fotokatalitycznej.

## Zastosowanie
- Otrzymywanie wodoru poprzez fotokatalityczny rozkład  wody[5] z wykorzystaniem wydajnego fotokatalizatora w zakresie ultrafioletu na bazie tantalanu sodu(inne języki) (NaTaO
3) domieszkowanego lantanem z tlenkiem niklu(II) jako kokatalizatorem.
- Wykorzystanie tlenku tytanu(IV) w samoczyszczących się powierzchniach. Proces samoczyszczenia jest wynikiem generowania reaktywnych form tlenu przez katalizator wzbudzony promieniowaniem z zakresu bliskiego ultrafioletu[6]
- Do produkcji fotokatalizatorów do oczyszczania z herbicydów wody z pól uprawnych[7].
- Sterylizacja narzędzi chirurgicznych i usuwanie niepożądanych odcisków palców z wrażliwych elementów elektrycznych i optycznych[8].
- Terapia fotodynamiczna nowotworów (PDT)[9].